# Pieter van den Hoogenband
Pieter Cornelis Martijn van den Hoogenband es un nadador neerlandés y triple campeón olímpico.

## Biografía
Nacido en Maastricht el 14 de marzo de 1978, creció en Geldrop, donde nadó para el equipo PSV Eindhoven. En los Juegos Olímpicos de Sídney 2000, ganó dos medallas de oro, en los 100 m y 200 m estilo libre. En ambas categorías batió además sendas plusmarcas mundiales.
En los Juegos Olímpicos de Atenas 2004 consiguió ganar la medalla de oro en los 100 m libres, así como dos platas, una en los 200 m libres y otra en el combinado 4 × 100 m libres con la selección
neerlandesa.